# Кочетов, Николай Фёдорович
Николай Фёдорович Кочетов (22 марта 1908, Юрьевецкий уезд, Костромская губерния — 14 октября 1963, Иваново) — помощник командира взвода стрелковой роты 307-го стрелкового полка (61-я стрелковая дивизия, 28-я армия, 1-й Украинский фронт), старшина, участник Великой Отечественной войны, кавалер ордена Славы трёх степеней.

## Биография
Родился 22 марта 1908 года в деревне Выползово в семье крестьянина. Русский. Окончил 4 класса. Жил в городе Вичуге.
В 1930—1933 годах и 1939—1940 годах проходил действительную службу в Красной армии. Накануне Великой Отечественной войны жил в Вичуге, работал директором молокозавода.
В декабре 1941 года был вновь призван в армию. Весь боевой путь прошёл в составе 307-го стрелкового полка 61-й стрелковой дивизии. Был командиром отделения, помощником командира взвода. Был два раза ранен.
Первую боевую награду получил в августе 1943 года. За мужество и смекалку, проявленные в бою у станицы Молдаванская был награждён медалью «За боевые заслуги».
За бои при форсировании Днепра — медалью «За отвагу». В 1944 году вступил в ВКП(б)/КПСС.
18 июля 1944 года в бою у населённого пункта Свище (Пружанский район Брестской области Белоруссии) сержант Кочетов спас раненого командира роты. Когда под натиском противника наши отступили, раненый офицер остался в опасной близости к врагу. Сержант Кочетов, пренебрегая опасностью для собственной жизни, под огнём противника вынес раненого командира с угрожаемого места.
Приказом по войскам 61-й стрелковой дивизии от 28 июля 1944 года за спасение командира сержант Кочетов Николай Фёдорович награждён орденом Славы 3-й степени.
Новый 1945 год старший сержант Кочетов с боевыми товарищами встречал на земле Восточной Пруссии. 21 января 1945 года в бою за город Гумбиннен (ныне — город Гусев Калининградской области) помощник командира взвода старший сержант Кочетов был ранен в голову, но не оставил бой. Командуя отделением, он лично уничтожил девять солдат противника и одного офицера.
Приказом от 14 февраля 1945 года за мужество и отвагу, проявленные в бою, старший сержант Кочетов Николай Фёдорович награждён орденом Славы 2-й степени.
О награде отважный боец узнал в медсанбате. Ранение оказалось серьёзным, но в тыловой госпиталь ехать отказался. В родной полк вернулся, когда бои шли на Берлинском направлении. Участвовал в штурме города Мариендорф, пригорода Берлина.
24 апреля 1945 года старшина Кочетов с подчинёнными ворвался на территорию крупного танкового завода. В рукопашном и гранатном бою бойцами отделения было уничтожено 17 немецких солдат и офицеров и 5 взято в плен. Все контратаки противника были отбиты. За боевую доблесть при овладении пригородом Берлина — Мариендорфом старшина Кочетов был представлен к награждению орденом Славы.
Указом Президиума Верховного Совета СССР от 27 июня 1945 года за мужество, отвагу и бесстрашие, проявленные в боях с гитлеровскими захватчиками старшина Кочетов Николай Фёдорович награждён орденом Славы 1-й степени (№ 1878). Стал полным кавалером ордена Славы.
В 1945 году Н. Ф. Кочетов был демобилизован. Возвратился в город Вичугу. С 1961 года жил в областном центре — городе Иваново. Работал агентом-экспедитором конторы «Росглавбакалея».
Скончался 14 октября 1963 года. Похоронен на кладбище Балино города Иваново.

## Награды
- Орден Славы 1-й (27.06.1945), 2-й (14.02.1945)[5] и 3-й (28.7.1944)[6] степеней
- медали:
  - «За отвагу» (18.02.1944)[7]
  - «За боевые заслуги» (21.8.1943)[8]
  - «За оборону Кавказа»
  - «За взятие Берлина»
  - «За победу над Германией» (9 мая 1945[9])

## Память
- На могиле героя установлен надгробный памятник.
- Его имя увековечено на мемориале Героев в городе Иваново.

## Комментарии
1. ↑  Деревня Выползово[2], относившаяся к Юрьевецкому уезду, не сохранилась[3]; ныне — территория Вичугского района Ивановской области.